# El Piveto Mountain
El Piveto Mountain är ett berg i Kanada.   Det ligger i provinsen British Columbia, i den sydvästra delen av landet, 3 700 km väster om huvudstaden Ottawa. Toppen på El Piveto Mountain är 1 969 meter över havet, eller 516 meter över den omgivande terrängen. Bredden vid basen är 2,8 km.
Terrängen runt El Piveto Mountain är bergig åt nordost, men åt sydväst är den kuperad.Trakten runt El Piveto Mountain är nära nog obefolkad, med mindre än två invånare per kvadratkilometer.. Det finns inga samhällen i närheten. 
I omgivningarna runt El Piveto Mountain växer i huvudsak barrskog.